# 류보선
류보선(1962년 11월 28일 ~ )은 대한민국의 교수·평론가이다. 군산대학교에 재직 중이며, 수상경력으로는 현대문학상 제47회(2002년)「두 개의 성장과 그 의미-『외딴방』과 『새의 선물 』에 대한 단상」로 평론상 수상, 제24회 팔봉비평문학상 수상이 있다.